# Кубок Ліхтенштейну з футболу 1999—2000
Кубок Ліхтенштейну з футболу 1999—2000 — 55-й розіграш кубкового футбольного турніру в Ліхтенштейні. Титул здобув Вадуц.

## Календар
| Раунд        | Дата                             | Матчі | Клуби  |
| ------------ | -------------------------------- | ----- | ------ |
| Перший раунд | 19 - 20 жовтня 1999              | 8     | 14 → 8 |
| 1/4 фіналу   | 9 листопада 1999 - 5 квітня 2000 | 4     | 8 → 4  |
| 1/2 фіналу   | 11 - 12 квітня 2000              | 2     | 4 → 2  |
| Фінал        | 10 травня 2000                   | 1     | 2 → 1  |

## Перший раунд
| Команда 1      | Рахунок         | Команда 2   |
| -------------- | --------------- | ----------- |
| 19 жовтня 1999 |                 |             |
| Трізен II      | 3–3 дч пен. 4–3 | Шан Аццуррі |
| Трізен         | 1–1 дч пен. 2–1 | Вадуц-2     |
| Бальцерс II    | 2–1             | Трізенберг  |
| Трізенберг II  | 0–9             | Бальцерс    |
| 20 жовтня 1999 |                 |             |
| Ешен-Маурен II | 0–3             | Шан         |
| Руггелль II    | 2–4 дч          | Ешен-Маурен |
| Вадуц III      | 3–0             | Руггелль    |

## 1/4 фіналу
| Команда 1        | Рахунок | Команда 2   |
| ---------------- | ------- | ----------- |
| 9 листопада 1999 |         |             |
| Вадуц III        | 0–2     | Бальцерс    |
| Трізен II        | 0–22    | Вадуц       |
| 2 березня 2000   |         |             |
| Трізен           | 2–1     | Ешен-Маурен |
| 5 квітня 2000    |         |             |
| Бальцерс II      | 1–2     | Шан         |

## 1/2 фіналу
| Команда 1      | Рахунок         | Команда 2 |
| -------------- | --------------- | --------- |
| 11 квітня 2000 |                 |           |
| Шан            | 2–2 дч пен. 7–8 | Бальцерс  |
| 12 квітня 2000 |                 |           |
| Трізен         | 0–3             | Вадуц     |

## Фінал
| 10 травня 2000 |

| Бальцерс | 0–6 | Вадуц                                                              |
| -------- | --- | ------------------------------------------------------------------ |
|          |     | Д. Польверіно 7' Гаслер 43', 79' Гафнер 72' Тельсер 75' Шлекис 85' |

| Райнпарк, Вадуц Глядачів: 1,200 Арбітр: Андреас Шлюхтер (Швейцарія) |